# Olbramice (kraj ołomuniecki)
Olbramice – miejscowość i gmina (obec) w Czechach, w kraju ołomunieckim, w powiecie Ołomuniec. W 2022 roku liczyła 231 mieszkańców.